# الخوالد (قنا)
قرية الخوالد هي إحدى القرى التابعة لمركز أبو تشت في محافظة قنا في جمهورية مصر العربية. حسب إحصاءات سنة 2006، بلغ إجمالي السكان في الخوالد 9498 نسمة، منهم 4557 رجل و4941 امرأة.